# 그림자 (심리학)
융 심리학에서 그림자(shadow) 또는 "그림자 측면"은 (1) 의식적인 자아 자체가 식별할 수 없는 성격의 무의식적 측면을 뜻한다. 왜냐하면 그림자는 크게 부정적이거나 (2) 무의식의 전체, 즉 사람이 의식하지 않는 모든 것이기에 한 쪽 면은 거부하거나 성격의 바람직한 면만 안 채 있으려는 경향이 있기 때문이다. 그러나 사람의 그림자에 긍정적인 측면이 숨겨져 있을 수 있다 (특히 자아존중감이 낮은 사람). 그림자의 프로이트식 정의와는 달리, 융의 그림자는 외부에서 드러날 수 있고 긍정적 또는 부정적일 수 있다. 융은 "모든 사람은 그림자를 지며, 개인의 의식 생활에서 구현이 적을수록, 그것은 검어지고 어두워진다."라고 말했다. 그것은 의식하는 마음에 의한 유아기 동안 대체되는, 원시적인 동물의 본능과 관련된 것 (의 부분)일 수 있다.

## 예시로서의 설명
그림자는 당사자가 지니기 싫은 자신의 측면을 억누른 것 뿐 아니라 외부 시선이나 직감적으로 느낀 분위기에 무의식적으로 억눌린 것도 포함한다.
본래 적극적인 사람이 얌전할 때 학교 친구들에게 인정을 많이 받았다면, 그의 적극성은 그 당시 분위기에 영향을 받아 자신의 무의식 속에 남는게 그 예다.
무의식적으로 억눌린 본인의 것들 (성향, 소망, 태도)에 진심으로 공감 해줄 사람이 생기면 그의 마음속 응어리가 해소돼 그의 그림자 폭주 확률이 준다.

## 같이 보기
- 융의 원형
- 페르소나

## 참고 자료 출처
1. ↑  Young-Eisendrath, P. and Dawson, T. (1997). The Cambridge Companion to Jung., Cambridge University Press, p. 319
2. ↑  Jung, C.G. (1938). "Psychology and Religion." In CW 11: Psychology and Religion: West and East. P.131
3. ↑  Jung, C.G. (1952). "Answer to Job." In CW 11: Psychology and Religion: West and East. P.12

## 참고 도서
- Abrams, Jeremiah, and Connie Zweig. Meeting the Shadow: The Hidden Power of the Dark Side of Human Nature. Tarcher, 1991, ISBN 0-87477-618-X
- Abrams, Jeremiah. The Shadow in America. Nataraj. 1995
- Arena, Leonardo Vittorio, The Shadows of the Masters. ebook, 2013.
- Bly, Robert. "A little book on the human shadow". Edited by William Booth. Harper and Row, San Francisco, 1988, ISBN 0-06-254847-6
- Campbell, Joseph, ed. The Portable Jung, Translated by R.F.C. Hull, New York: Penguin Books, 1971.
- Johnson, Robert A., Owning Your Own Shadow : Understanding the Dark Side of the Psyche, 128 pages, Harper San Francisco, 1993, ISBN 0-06-250754-0
- Johnson, Robert A., Inner Work : Using Dreams and Creative Imagination for Personal Growth and Integration, 241 pages, Harper San Francisco, 1989, ISBN 0-06-250431-2
- Neumann, Erich. Depth Psychology and a New Ethic Shambhala; Reprint edition (1990). ISBN 0-87773-571-9.

## 관련 개념
- 투사